# 聯合航空328號班機事故
聯合航空328號班機事故發生於2021年2月20日，是一次發生於美國丹佛國際機場附近的航空事故。該航班為聯合航空由丹佛國際機場飛往丹尼爾·井上國際機場的普通客運航班。

## 當事航空器
發生事故的航空器是一架裝有普惠PW4000引擎的波音777-222，其註冊碼為N772UA，事故發生時執飛聯合航空328號班機。

## 事故過程
2021年2月20日13時04分，聯合航空328（下簡稱聯合328）從丹佛國際機場起飛。在爬升至約13000英呎時，飛機的右引擎突然起火。
13時08分左右，當地警察局收到居民報警稱飛機一些零件的碎片散落到了多個街區。
13時10分，聯合328聯繫空管時，並宣佈其緊急情況（Mayday），並將備降丹佛國際機場。
13時29分，聯合328著陸與丹佛機場。

## 調查與分析
目前NTSB給出了初步的調查結果：
1. 最初對右側的發動機起火損壞的檢查發現，損壞的部件主要分佈在發動機的附件，反推力器蒙皮以及內側和外側推力反向器的複合蜂窩結構中。
2. 在按下駕駛艙中的緊急滅火按鈕後，阻止燃料流向發動機的翼型閥已關閉。沒有證據表明有燃料引起的火災。
3. 對右發動機風扇的檢查顯示，旋轉器和旋轉器蓋已安裝到位，並且完好無損。
4. 所有風扇葉片根部均安裝在風扇輪轂中，兩個葉片斷裂。
5. 第一個斷裂的風扇葉片的後緣在底座上方7.5英寸處斷裂。斷裂表面與金屬疲勞痕跡一致。
6. 第二個斷裂的風扇葉片顯示出過載故障的跡象，與二次損壞一致。
7. 對帶有疲勞斷裂的葉片的維護和檢查數據進行的初步審查顯示，自上次檢查以來，該葉片經歷了2979次循環（cycles）。該葉片在2014年和2016年進行了熱聲圖像檢查（thermal acoustic image inspections）。由於2018年2月13日發生的聯合航空1175次班機事件涉及波音777裝有普惠PW4077發動機，因此在2018年再次檢查了從2016年檢修中收集的檢修數據。

目前調查仍在繼續，調查的參與者包括美國聯邦航空管理局，聯合航空，波音公司，普惠公司和航空公司飛行員協會。

## 後續影響
日本國土交通省在事故發生後停飛了全日空和日本航空的32架波音777。
聯合航空發佈聲明稱已將24架裝有PW4000引擎的波音777停飛。
波音公司確認由於聯合航空 UA328事件，波音777飛機中的所有裝有PW4000發動機的飛機都已在全球停飛。